# Tim Ralfe
Tim Ralfe (27 octobre 1938 - 27 octobre 2000) était un journaliste canadien ayant travaillé pour la CBC. Il est surtout connu pour avoir interrogé le premier ministre du Canada Pierre Elliott Trudeau le 13 octobre 1970 à propos des mesures prises par ce dernier lors de la Crise d'Octobre. Ralfe demanda à Trudeau jusqu'où il irait avec ces mesures et ce dernier lui répliqua la phrase « Well, just watch me ». Cette remarque, à la fois fameuse et controversée, est désormais considérée comme un moment charnière de l'histoire canadienne contemporaine. L'expression est encore utilisée régulièrement dans le milieu politique canadien.
Tim Ralfe est décédé le 27 octobre 2000 à Ottawa, deux semaines après avoir subi une crise cardiaque.

## Nouveau parti démocratique
En 1973, lorsque Ralfe est journaliste pour le réseau CTV, il exploite une zone grise de la loi canadienne et place sous écoute électronique la salle de réunion du caucus du Nouveau Parti démocratique. Il confronte par la suite le leader du parti David Lewis avec un enregistrement audio d'une réunion. Le reportage a valu un Michener Award (en)  à CTV l'année suivante. La loi canadienne fut changée par la suite afin de restreindre ce type d'enregistrement.